# Black Lotus (album)
Albums de Sister Sin
Now and Forever
(2012)
Black Lotus est le cinquième album studio du groupe suédois de hard rock Sister Sin publié le 27 octobre 2014 sur le label Victory Records.

## Liste des titres
| No | Titre          | Durée |
| -- | -------------- | ----- |
| 1. | Food for Worms | 4:58  |
| 2. | Chaos Royale   | 3:39  |
| 3. | Au Revoir      | 3:39  |
| 4. | Desert Queen   | 5:24  |
| 5. | Count Me Out   | 4:05  |
| 6. | Stones Throw   | 3:50  |
| 7. | The Jinx       | 3:44  |
| 8. | Ruled By None  | 3:49  |
| 9. | Sail North     | 3:51  |

## Membres
- Liv Jagrell : chant
- Jimmy Hiltula : guitare
- Andreas Strandh : basse
- Dave Sundberg : batterie